# Campeonato de Fútbol de Costa Rica 1969
El Campeonato de Fútbol de Costa Rica de 1969, fue la edición número 50 de Liga Superior de Costa Rica en disputarse, organizada por la FEDEFUTBOL. 
El Deportivo Saprissa logra el primer tricampeonato de su historia.
El torneo se jugó del abril al 3 de noviembre de 1969
El campeón, se aseguró un cupo en la Copa de Campeones de la Concacaf de 1970.

## Equipos participantes
| Provincia  | N.º | Equipos                              |
| ---------- | --- | ------------------------------------ |
| San José   | 3   | Saprissa, Deportivo México y Uruguay |
| Alajuela   | 3   | Alajuelense, Ramonense y San Carlos  |
| Cartago    | 1   | Cartaginés                           |
| Heredia    | 1   | Herediano                            |
| Puntarenas | 1   | Puntarenas                           |
| Limón      | 1   | Limón                                |

## Formato del torneo
El torneo disputado a tres vueltas. Los equipos debían enfrentarse todos contra todos. El descenso directo sería para los que obtuviera los últimos dos lugares al final del torneo..

## Tabla general
| Equipo | Pts | PJ | PG | PE | PP | GF | GC | DG  |
| --- | --- | -- | -- | -- | -- | -- | -- | --- |
| Deportivo Saprissa | 41  | 27 | 16 | 9  | 2  | 78 | 32 | +46 |
| Liga Deportiva Alajuelense | 40  | 27 | 18 | 4  | 5  | 75 | 38 | +37 |
| Club Sport Cartaginés | 39  | 27 | 16 | 7  | 4  | 59 | 28 | +31 |
| Puntarenas F.C. | 31  | 27 | 10 | 11 | 6  | 48 | 38 | +10 |
| Club Sport Herediano | 24  | 27 | 9  | 6  | 12 | 49 | 58 | -9  |
| Deportivo México | 23  | 27 | 8  | 7  | 12 | 39 | 45 | -6  |
| Asociación Deportiva Ramonense | 22  | 27 | 8  | 6  | 13 | 32 | 61 | -29 |
| Club Sport Uruguay de Coronado | 20  | 27 | 6  | 8  | 13 | 35 | 59 | -24 |
| Limón F.C. | 15  | 27 | 5  | 5  | 17 | 34 | 59 | -25 |
| Asociación Deportiva San Carlos | 15  | 27 | 4  | 7  | 16 | 42 | 73 | -31 |
| Pts – Puntos; PJ – Partidos Jugados; PG - Partidos Ganados; PE - Partidos Empatados; PP - Partidos Perdidos; GF – Goles a Favor; GC – Goles en Contra; DG – Diferencia de Goles |     |    |    |    |    |    |    |     |

|  |                  |
|  | Campeón Nacional |

|  |                                     |
|  | Descenso Directo a Segunda División |

| Campeón Deportivo Saprissa Campeonato #9 |

Planilla del Campeón: Rodolfo Umaña, Fernando Solano, Walter Elizondo, Arnulfo "Coyolito" Montoya, Fernando Hernández, Juan León, Jaime Grant, Francisco Hernández, Eduardo Umaña, Eduardo Chavarría, Luis Aguilar, José Córdoba, Víctor Manuel Ruiz, Víctor Quesada, Heriberto Rojas, Giovanni Rodríguez, Dagoberto Díaz, Luis Chacón, José Zúñiga, Roger Fernández, Mario Solís, Leopoldo Meneses, Edgar Marín.

## Goleadores
| Jugador             | Equipo      | Goles |
| ------------------- | ----------- | ----- |
| Roy Sáenz           | Alajuelense | 23    |
| Leonel Hernández    | Cartaginés  | 22    |
| Vicente Wanchope    | Herediano   | 20    |
| Eduardo Chavarría   | Saprissa    | 19    |
| Wally Vaughns       | Cartaginés  | 17    |
| Errol Daniels       | Alajuelense | 16    |
| Sigifredo Vargas    | Ramonense   | 13    |
| Francisco Hernández | Saprissa    | 12    |
| Víctor Manuel Ruiz  | Saprissa    | 11    |

## Descenso
| Descenso campeonato 1969      | Descenso campeonato 1969 |
| ----------------------------- | ------------------------ |
| Descendido a Segunda División | San Carlos y Limón       |
| Ascenso a Primera División    | Turrialba                |

## Torneos
| Predecesor: Campeonato 1968 | Liga Superior de Costa Rica Campeonato 1969 | Sucesor: Campeonato 1970 |